# Династија Минг
Династија Минг (кинески: 明朝, пинјин: Ming Cháo) или Велико Царство Минг (大明帝国) је кинеска династија која је владала Кином од 1368. до 1644. године; посљедња династија чији су владари пореклом били Хан Кинези. У више од 200 година владавине, династија Минг је донела ред и напредак већини Кине. Становништво се удвостручило (од 100 на 200 милиона становника), уведене су нове житарице, цветала је индустрија и повећала се трговина. У 17. веку, корупција, спољни напади и лоше жетве су ослабиле њезину власт и довели до њезина пада.
Цар Хунг-ву из династије Минг (који је владао 1368–98) је покушао да креира друштво самодовољних руралних заједница организованих у чврсти, непокретни систем који би гарантовао и подржавао перманентну класу војника његове династије: империјална стајаћа армија је премашивала један милион војника, а морнаричка бродоградилишта у Нањингу су била највећа на свету. Он је такође посветио велику пажњу умањивању моћи дворских евнуха и неповезаних магната, дајући моћ својим многобројним синовима широм Кине и покушавајући да води те принчеве кроз Хуанг Минг Зу Xун, сет објављених династичких упутства. Ово се завршило спектакуларним неуспехом кад је његов малолетни наследник, император Цзанвен, покушао да заузда моћ свог ујака, изазивајући Јингнан кампању, побуну која је довела принца породице Јан на трон као Јонгли императора 1402. године. Он је успоставио Јан као секундарну престоницу и преименовао је у Пекинг, конструисао је Забрањени град, обновио је Велики канал и успоставио је примат империјалног надзора у именовању службеника. Он је обновио положај својих евнухских присталица и запослио их је као противтежу конфучијских учењака-службеника. Један од њих, Џенг Хе, је предводио седам енормних истраживачких путовања у Индијском океану све до Арабије и обале Африке.
Успон нових царева и нових фракција је умањио такве екстраваганције; хватање цара Џангцунг током Тумуске кризе 1449. их је потпуно докрајчио. Царска морнарица је доведена до неодрживог стања, док је принудним радом конструисана Лиаодонгшка палисада, и повезан Велики кинески зид до његове модерне форме. Широки пописи целокупног царства су спровођени сваке деценије, мада су жеља за избегавањем рада и пореза, и потешкоће са складиштењем и коришћењем енормних архива у Нањингу ометали прецизно пребројавање. Процене за касну Минг популацију су у опсегу од 160 до 200 милиона. Неопходни приходи су истискивани из све мањег и мањег броја фармера, услед све већег броја оних који нестали из званичних рекорда или су „донирали“ своју земљу евнусима или храмовима који су били изузети од пореза. Намена Haijin zакона је била да се заштите обале од „јапанских“ пирата, али уместо тога они су претворили многе у кријумчаре и саме пирате.
До 16. века, међутим, експанзија Европске трговине – мада ограничена на острва у близини Гуангџоу као што је Макао – раширила је колумбијску размену усева, биљки и животиња у Кину, уводећи чили паприке у сичуанску кухињу, као и високо продуктивни кукуруз и кромпире, чиме је умањена глад и подстакнут раст популације. Успон португалске, шпанске, и холандске трговине је креирао нову потражњу за кинеским производима и произвео масовни прилив јапанског и америчког сребра. Ово свестрано обиље је омогућило Минг династији да избегне употребу папирног новца, што је подстакло хиперинфлацију током 1450-их. Док су се традиционални конфучијанци супротстављали таквој проминентној улози трговине и нових богаташа креираних њом, кривоверје које је увео Ванг Јангминг је имало прилагодљивији став. Зханг Јузхенгове иницијално успешне реформе су се показале девастирајућим кад је пољопривредни застој узрокован Малим леденим добом био праћен јапанским и шпанским прописима којим је убрзо прекинута понуда сребра, које је било неопходно фармерима за плаћање пореза. Услед комбинације лоших жетви, поплава, и епидемија, стекао се утисак да је династија изгубила свој небески мандат, те је колапсирала је пред побуњеничким вођом Ли Зихенгом и Манџурском инвазијом.
У 19. и 20. веку, под снажним утиском страних освајања, колонизације и безбројних понижења, Кинези су често династију Минг идеализирали као златно доба властите историје.

## Грађевинарство за време династије Минг
За време династије Минг (1368—1644), Кина је ушла у позно доба феудалног друштва. Грађевински стил у ово време је углавном следио стил династије Сунг, само се незнатно променио. Нове грађевине, међутим, оријентисане су на грандиозност.
Градски распоред и дворска палата подигнути у овом периоду наследиле су узор ранијих генерација. И главни град Пекинг и древни град Нан-ђинг су бенефицирани од уређивања за време династије Минг. Дворска палата династије Ћинг такође је била проширена на основи конструкције Минга. У том периоду, Пекинг је био реновиран и подељен на спољни, унутрашњи и императорски град.
Кинеска грађевинска достигнућа достигла су нови врх за време династије Минг. Градитељи су наставили да јачају кинески зид. Зидови и тврђаве на многим важним секторима су зидани од опека. У овом периоду, Кинески зид је достигао у дужини 5,660 km. Зид почиње од реке Ја-ли на истоку и завршава се код Ђија-ји-гуан у провинцији Ган-су на западу. Поседује познате тврђаве као што су Шанг-хаи-гуан и Ђија-ји-гуан. Кинески зид је био уникатно достигнуће у грађевинарству. Неки његови сектори као што су Ба-да-линг и С'-ма-таи у Пекингу имају и високу уметничку вредност.
У ово доба, владине зграде су постале префињене, декоративне слике и орнаменти постале уједначене, коришћени су нови материјал, опека је постала регуларни грађевински материјал у зидању кућа обичних становника.
У династији Минг, зграде су размештене боље, најбољи пример за то су маузолеј Минг-сјао у Нанкингу и маузолеј Ш'-сан у Пекингу.
За време ове династије геоманијска слутња се и даље развијала. Ова слутња је специфичан феноменом древне кинеске културе, остаје утицајна и данас. Намештаји династије Минг су познати у свету.

## Успон династије Минг
Смрт монголског цара Кублај-кана 1294. године изазвала је нову нестабилност док су се ривали борили за царско престоље. Пад династије Јуан убрзале су поплаве, суше и болести 40-их и 50-их година 14. века. То је, заједно са све већим незадовољством монголском владавином (коју су Кинези одувек доживљавали као окупаторском), изазвало низ побуна против њихове власти. Најозбиљнија од њих је била побуна у источној Кини 1368. године, када се најмоћнији међу побуњеницима, Зу Јуанџаннг звани Таизи (пореклом из неуке сељачке породице), прогласио оснивачем нове царске династије Минг и узео наслов Хунг-ву (велики ратник). Он је протерао Монголе назад у северне степе и династија Минг је владала читавом Кином. Ради веће једнакости у друштву укинио је ропство, конфисковао је велике поседе, поделио земљу сиромашнима и наметнуо порезе богатима. Такође је уредио самодовољно сеоско друштво у строгом систему који му је зајамчио подршку и сталан извор војника за његову династију; стајаћа војска династије Минг је бројала преко милион војника, а морнарица у Нањингу је била највећа на свету. Такође је смањио моћ дворских евнуха и родбински неповезаних моћника, осигуравајући феудалне посједе својим бројним синовима широм Царства, којима је обликовао строго прописана упутства за владање, тзв. „Упутства предака оснивача” (皇眀祖訓 Huang Ming Zu Xun). Међутим, она су се показала неуспешнима одмах након што је његов малољетни наследник пожелео да уклони свог моћног стрица, принца Јана, што је довело до побуне која је управо њега довела на власт као цара Јунгли 1402. год. Он је основао другу престолницу у бившој монголској престолници Даду и назвао ју је Пекинг, где је наложио изградњу Забрањеног града. Надаље, управо је он обновио Велики канал и тзв. „Царски испитни систем” за примање службеника. Јунгли је наградио евнухе који су подржали његову побуну којима је осигурао власт као противтежу конфуцијанским бирократима. Један од њих, Женг Хе, је повео седам великих поморских експедиција у Индијски океан, све до Арабије и обала Африке.

## Јачање
На свом почетку династија Минг је Кину не само ослободила, него учинила и великом војном силом. Најпознатији владари: Хонг-ву (1368—1398), Јунгли (1402—1424) и Ванли (1573—1619). Гробнице ових владара налазе се крај Пекинга и Нањинга (Царске гробнице династија Минг и Ћинг). Управа Кине, која је онемогућавала иновације и била врло централизирана, те опасно зависна од цара, постала је делотворнија, једноставнија и практичнија.
Образовано племство (shanshih), које је делило вредности управе премда се није налазило на важном положају, надзирало је становништво. Враћена је стабилност и уведена су многа побољшања у пољопривреди. Нове су пољопривредне технике омогућиле земљи да боље храни своје све бројније становништво које је расло упркос катастрофалним епидемијама и погубним побунама. Шпанци и Португалци су донели нове културе: батат, кукуруз, кикирики и кромпир, а створене су и нове обрадиве површине. Да би се олакшао промет робе и људи од Хангџоуа до Пекинга обновљен је и продуљен Велики канал, дуг више од 1500 km.
Тај канал је сваке године користило више од 20.000 тегленица, које су превозиле 200.000 тона жита. Велики канал, жила куцавица царства, био је пресудан за економски развој Кине, те су га чувале страже од 160.000 војника.
С новом је стабилношћу јачала и индустрија. Велики градови у делти Јангцекјанга (Нањинг, Суџоу, Вуси и Хангџоу) развили су се као велика средишта, особито текстилне индустрије. Огромна трговина која је њима пролазила повећала је број моћних група трговаца, чији се утицај проширио на читаву земљу. До краја 16. века економију је подстицало и пристизање сребра преко Филипина из Новог света, којим се плаћало за кинески чај, свилу и керамику. Од 17. века у Европу се преко холандских трговаца извозио чај. Кина је из Јапана увозила сребро, зачине, сумпор и бакар.
За време династије Минг настављена је традиција луксузне царске уметности и идеализираног песништва. Сликарство је већином било раскошно сликање жанровских мотива на свили. Порцеланске вазе су добијале угодну плаву глазуру, а сликарство тушом на папиру је повезано с песницима-сликарима као што су Шен Џоу и Дунг Ћиџанг који сликају апстрактне пејзаже с калиграфским песмама исписаним као делом слике.

### Прекоморско ширење
Сматра се да је почетком 15. векаа Кина била најцивилизованија, најбогатија, најпросвећенија и најнапреднија држава на свету. У време цара Јонглија, наследника Џу Јуен-Џанга, водила је изразито експанзионистичку и агресивну политику. Враћање Кореје у вазални положај (1392), походи против Монгола на северу (1409—1424), заузимање Анама (1407—1427) и низ морских похода, проширили су кинески утицај до нових, неслућених размера.
Као део политике за успостављање кинеске превласти, цареви династије Минг послали су адмирала Џенг Хоа, од 1405. до 1433, у посету страним владарима. Џенг је обавио седам путовања у Југоисточну Азију и Индијски океан, пловио на запад све до источне Африке. Пратила га је флота од 317 прекоокеанских џунки. По повратку тих морепловаца-истраживача, који су походили Јаву, Индонезију, Шри Ланку, јужну Индију, Персијски залив, Црвено море, па чак и афричку обалу (Могадиш, Брава и Момбаса), нису настављени дали контакти и њихови походи нису заживели.
У 16. веку започиње и афирмација европских утицаја и присутности у Кини (Исусовац Матео Ричи), а истодобно се развијају трговачке везе с индијским просторима.

## Пад династије
Након неуспелог напада на Монголе 1449. године, који је завршио заробљавањем цара Минга, Кина је поновно водила обрамбену политику у чију сврху је обновљен у камену и енормно проширен – Велики кинески зид. Нажалост, принудни рад који је омогућио обнову и додатно утврђивање Кинеског зида довели су до тога да је царска морнарица постала непотребна и почела се расидати.
Династија Минг је Кину све више изоловала од остатка свијета, што је довело до економске стагнације. Процењује се како је Кина половином 17. века имала од 160 до 200 милиона становника, али се државни апарат одржавао од пореза наметницима најситнијим земљопосједницима, који су све више нестајали јер су своју земљу „донирали” евнусима-порезницима или храмовима. Поновни монголски напади те низ политичких и економских захтева ослабили су царство. Ситуацију су погоршавали и стални напади јапанских гусара и кријумчара на јужну обалу. До 50-их година 16. века обално подручје Кине терорисале су одметнуте тешко наоружане групе. Крајем века кинеске су невоље још више повећали јапански напади на Кореју, те је Кина била присиљена да шаље војску у помоћ свом вазалу. Ови напади су онемогућили притицање шпанско-америчког сребра на које су велики земљопоседници рачунали за плаћање пореза.
Пад моћи династије Минг су убрзали и поткупљивост управе и низ неродних година на северу због утицаја „Малог леденог доба”. До 1636. у земљи су, под водством Манџураца, избиле бројне побуне у средишњој и и северној Кини. Око 1640. два су се побуњеника, Ли Циџенг и Џанг Сиен Чунг, појавили као супарници у оснивању нове династије. Иако је Ли Циџенг срушио династију Минг 1644. године основавши династију Шуен, остаци верни династији Минг, тз. Јужни Минг, су се очували на југу Кине до 1662. год. Ли Циџенг је убрзо збачен с власти, а Кином је завладала нова династија Ћинг из Манџурије, која је остала на власти све до 1911. године.